# Aeolothrips vittipennis
Aeolothrips vittipennis är en insektsart som beskrevs av Ian A. Hood 1912. Aeolothrips vittipennis ingår i släktet Aeolothrips och familjen rovtripsar. Inga underarter finns listade i Catalogue of Life.